# Pterostichus beyeri
Pterostichus beyeri es una especie de escarabajo terrestre del género Pterostichus, categorizada en la tribu Pterostichini, de la subfamilia Harpalinae. Fue descrita por Van Dyke en 1926.

## Distribución
Se distribuye por Estados Unidos.